# Gran Premio del Belgio 2008
Il Gran Premio del Belgio 2008 è stata la tredicesima prova del campionato mondiale di Formula 1 2008. La gara, corsa domenica 7 settembre sul Circuito di Spa-Francorchamps, è stata vinta dal brasiliano Felipe Massa su Ferrari, al decimo successo in carriera. Massa ha preceduto all'arrivo il tedesco Nick Heidfeld su BMW Sauber ed il britannico Lewis Hamilton su McLaren-Mercedes.
Hamilton, primo al traguardo, è penalizzato di venticinque secondi sul tempo di gara a causa della manovra di sorpasso compiuta ai danni di Kimi Räikkönen. La manovra viene sanzionata in quanto il pilota inglese si sarebbe avvantaggiato di un taglio dell'ultima chicane del tracciato per entrare in scia a Raikkonen.

## Prove
Nella prima sessione del venerdì, si è avuta questa situazione:
| Pos | Nome           | Squadra/Motore   | Tempo    |
| --- | -------------- | ---------------- | -------- |
| 1   | Felipe Massa   | Ferrari          | 1:47.284 |
| 2   | Kimi Räikkönen | Ferrari          | 1:47.623 |
| 3   | Lewis Hamilton | McLaren-Mercedes | 1:47.878 |

Nella seconda sessione del venerdì, si è avuta questa situazione:
| Pos | Nome              | Squadra/Motore   | Tempo    |
| --- | ----------------- | ---------------- | -------- |
| 1   | Fernando Alonso   | Renault          | 1:48.454 |
| 2   | Felipe Massa      | Ferrari          | 1:48.504 |
| 3   | Heikki Kovalainen | McLaren-Mercedes | 1:48.740 |

Nella sessione del sabato mattina, si è avuta questa situazione:
| Pos | Nome              | Squadra/Motore   | Tempo    |
| --- | ----------------- | ---------------- | -------- |
| 1   | Nick Heidfeld     | BMW              | 1:47.876 |
| 2   | Heikki Kovalainen | McLaren-Mercedes | 1:48.165 |
| 3   | Fernando Alonso   | Renault          | 1:48.307 |

## Qualifiche
Nella sessione di qualificazione, si è avuta questa situazione:
| Pos | N  | Nome                 | Costruttore/Motore  | Q1       | Q2       | Q3       | Griglia |
| --- | -- | -------------------- | ------------------- | -------- | -------- | -------- | ------- |
| 1   | 22 | Lewis Hamilton       | McLaren-Mercedes    | 1:46.887 | 1:46.088 | 1:47.338 | 1       |
| 2   | 2  | Felipe Massa         | Ferrari             | 1:46.873 | 1:46.391 | 1:47.678 | 2       |
| 3   | 23 | Heikki Kovalainen    | McLaren-Mercedes    | 1:46.812 | 1:46.037 | 1:47.815 | 3       |
| 4   | 1  | Kimi Räikkönen       | Ferrari             | 1:46.690 | 1:46.298 | 1:47.992 | 4       |
| 5   | 3  | Nick Heidfeld        | BMW                 | 1:47.419 | 1:46.311 | 1:48.315 | 5       |
| 6   | 5  | Fernando Alonso      | Renault             | 1:47.154 | 1:46.491 | 1:48.504 | 6       |
| 7   | 10 | Mark Webber          | Red Bull-Renault    | 1:47.270 | 1:46.814 | 1:48.736 | 7       |
| 8   | 4  | Robert Kubica        | BMW                 | 1:47.093 | 1:46.494 | 1:48.763 | 8       |
| 9   | 14 | Sébastien Bourdais   | Toro Rosso-Ferrari  | 1:46.666 | 1:46.544 | 1:48.951 | 9       |
| 10  | 15 | Sebastian Vettel     | Toro Rosso-Ferrari  | 1:47.152 | 1:46.804 | 1:50.319 | 10      |
| 11  | 11 | Jarno Trulli         | Toyota              | 1:47.400 | 1:46.949 |          | 11      |
| 12  | 6  | Nelson Piquet Jr.    | Renault             | 1:47.052 | 1:46.965 |          | 12      |
| 13  | 12 | Timo Glock           | Toyota              | 1:47.359 | 1:46.995 |          | 13      |
| 14  | 9  | David Coulthard      | Red Bull-Renault    | 1:47.132 | 1:47.018 |          | 14      |
| 15  | 7  | Nico Rosberg         | Williams-Toyota     | 1:47.503 | 1:47.429 |          | 15      |
| 16  | 17 | Rubens Barrichello   | Honda               | 1:48.153 |          |          | 16      |
| 17  | 16 | Jenson Button        | Honda               | 1:48.211 |          |          | 17      |
| 18  | 20 | Adrian Sutil         | Force India-Ferrari | 1:48.226 |          |          | 18      |
| 19  | 8  | Kazuki Nakajima      | Williams-Toyota     | 1:48.268 |          |          | 19      |
| 20  | 21 | Giancarlo Fisichella | Force India-Ferrari | 1:48.447 |          |          | 20      |

## Gara

### Cronaca
Al via, Hamilton conserva la prima posizione, con Massa che tiene il secondo posto, e Kimi Räikkönen che si posiziona terzo per poi passare il brasiliano in fondo al rettilineo del Kemmel. Trulli, arriva al quarto posto alla Source, ma viene tamponato da Bourdais. Kovalainen si è mosso al rallentatore ed è addirittura in tredicesima posizione. Alla fine del giro, Alonso è quarto davanti a Bourdais e  Trulli che va in testacoda alla “Bus Stop”, scivolando nelle retrovie. Räikkönen passa anche Hamilton il giro successivo, sempre a Kemmel, approfittando di un mezzo testacoda di Hamilton, all’uscita della source. 
Räikkönen prova ad allungare ma Hamilton rimane a contatto mentre Massa perde qualche decimo ad ogni giro. Kovalainen rimonta come una furia, con una serie di bei sorpassi e, al quinto giro è già ottavo, passando poi Kubica, tre giri dopo, sempre a Kemmel. Vettel compie un bel sorpasso alla Bus Stop ai danni di Nelson Piquet Jr. e si porta al decimo posto. Il ritmo di Räikkönen e Hamilton continua ad essere insostenibile, anche per Massa e Kovalainen, a maggior ragione per il resto del gruppo. La rimonta del finlandese della McLaren si arresta al decimo giro quando attacca Webber alla Bus stop, ma non è affiancato e colpisce l’australiano mandandolo in testacoda. Sarà penalizzato con un drive trough che sconterà dopo il pit stop. All'undicesimo giro Hamilton inaugura la sagra dei pit stop, continuando con le morbide.
Rientra dietro a Kovalainen, ma lo passa, avvertito dai box che il suo compagno di scuderia dovrà scontare un drive through.
Räikkönen rientra al dodicesimo giro ed imbarca circa lo stesso quantitativo di benzina di Hamilton, ma ora ha circa quattro secondi sull’inglese. Solo un giro, e rientra anche Massa, come Alonso, senza cambiamenti di posizione. Al tredicesimo giro Nelson Piquet Jr. fa il botto dopo il Pouhon, e si ritira. In questo giro Räikkönen incrementa a circa 5 secondi il vantaggio su Hamilton, approfittando del fatto che l’inglese si trova alle spalle di Bourdais e Kubica. I due vanno ai box nello stesso passaggio, e Bourdais riprende davanti al polacco della BMW-Sauber. Dopo il drive through, Kovalainen si trova in 14ª posizione.
Vettel è l’ultimo dei primi dieci a fermarsi al diciassettesimo giro, e, grazie ad alcuni ottimi passaggi, sale al settimo posto, non distante dalla coppia che lo precede. Alle sue spalle, bel sorpasso di Heidfeld su Glock al diciottesimo giro, proprio in staccata a Le Combe. Barrichello si ritira al ventesimo giro per il cedimento del cambio. A metà gara Räikkönen comanda con 5”8 su Hamilton e circa 11” su Massa. Alonso, in solitaria, è a mezzo minuto.
Räikkönen rientra a 19 giri dalla fine, nello stesso passaggio effettua la sua sosta pure Hamilton. Ripartono nel medesimo ordine d'ingresso, avendo montato la mescola più dura. Hamilton però, lentamente, comincia ad erodere il vantaggio di Räikkönen, portandosi in breve sotto i due secondi
Massa rientra per la sua seconda sosta, dopo aver comandato il gruppo, a 17 giri dalla fine. Anche il brasiliano inizia a ridurre il suo distacco dal leader ed i tre si compattano, essendo racchiusi in cinque secondi quando mancano una decina di giri alla fine. Nel frattempo una sosta lenta è costata un paio di posizioni a Kubica e ora le due Toro Rosso sono davanti alle due BMW. 
La temperatura si abbassa, il cielo diventa sempre più scuro e scende qualche goccia di pioggia mentre Räikkönen ricomincia a perdere decimi. A cinque giri dalla fine l'inglese è a meno di nove decimi dal campione del mondo. La pioggia si intensifica, e mancano solo tre giri e mezzo. Ma Räikkönen si riprende i cinque decimi, e riporta il gap a 2 secondi a tre giri dalla fine. La pioggia diventa intensa a due giri alla fine; Räikkönen deve sventare un tentativo di attacco alla Bus stop alla fine del giro 42, Hamilton taglia la chicane, ricede la posizione ma poi passa a La Source. Da lì in poi si scatena la bagarre mentre i tempi si alzano di trenta secondi a giro. Hamilton sbaglia a Fagne e ricede la leadership, ma Räikkönen va in testacoda per poi perdere il controllo e finire a muro a Blanchimont, mettendo la parola fine alla sua gara e alle sue speranze di mondiale. Massa, riesce a resistere e arriva secondo. Dietro ai primi tre, Heidfeld ha montato le intermedie a due giri dalla fine e nell’ultimo giro passa avversari come birilli; anche Alonso che ha messo le intermedie per l’ultimo giro artiglia il quarto posto passando Kubica e Vettel dopo l’ultima curva. Bourdais, che era sul
podio a metà dell’ultimo giro, chiude addirittura settimo. Kovalainen si ferma all'ultimo giro.
La penalizzazione di Hamilton regalerà poi il successo a Felipe Massa.

### Risultati
I risultati del GP sono stati i seguenti:
| Pos | N  | Pilota               | Costruttore/Motore  | Giri | Tempo/Ritiro | Griglia | Punti |
| --- | -- | -------------------- | ------------------- | ---- | ------------ | ------- | ----- |
| 1   | 2  | Felipe Massa         | Ferrari             | 44   | 1:36:44.933  | 2       | 10    |
| 2   | 3  | Nick Heidfeld        | BMW Sauber          | 44   | +9.400       | 5       | 8     |
| 3   | 22 | Lewis Hamilton       | McLaren-Mercedes    | 44   | +10.600      | 1       | 6     |
| 4   | 5  | Fernando Alonso      | Renault             | 44   | +28.939      | 6       | 5     |
| 5   | 15 | Sebastian Vettel     | Toro Rosso-Ferrari  | 44   | +29.037      | 10      | 4     |
| 6   | 4  | Robert Kubica        | BMW Sauber          | 44   | +29.498      | 8       | 3     |
| 7   | 14 | Sébastien Bourdais   | Toro Rosso-Ferrari  | 44   | +31.196      | 9       | 2     |
| 8   | 10 | Mark Webber          | Red Bull-Renault    | 44   | +56.506      | 13      | 1     |
| 9   | 12 | Timo Glock           | Toyota              | 44   | +57.237      | 7       |       |
| 10  | 23 | Heikki Kovalainen    | McLaren-Mercedes    | 43   | Motore       | 3       |       |
| 11  | 9  | David Coulthard      | Red Bull-Renault    | 43   | +1 giro      | 14      |       |
| 12  | 7  | Nico Rosberg         | Williams-Toyota     | 43   | +1 giro      | 15      |       |
| 13  | 20 | Adrian Sutil         | Force India-Ferrari | 43   | +1 giro      | 18      |       |
| 14  | 8  | Kazuki Nakajima      | Williams-Toyota     | 43   | +1 giro      | 19      |       |
| 15  | 16 | Jenson Button        | Honda               | 43   | +1 giro      | 17      |       |
| 16  | 11 | Jarno Trulli         | Toyota              | 43   | +1 giro      | 11      |       |
| 17  | 21 | Giancarlo Fisichella | Force India-Ferrari | 43   | +1 giro      | 20      |       |
| 18  | 1  | Kimi Räikkönen       | Ferrari             | 42   | Incidente    | 4       |       |
| Rit | 17 | Rubens Barrichello   | Honda               | 19   | Cambio       | 16      |       |
| Rit | 6  | Nelson Piquet Jr.    | Renault             | 13   | Incidente    | 12      |       |

## Classifiche Mondiali

### Piloti
| Pos | Pilota             | Punti |
| --- | ------------------ | ----- |
| 1   | Lewis Hamilton     | 76    |
| 2   | Felipe Massa       | 74    |
| 3   | Robert Kubica      | 58    |
| 4   | Kimi Räikkönen     | 57    |
| 5   | Nick Heidfeld      | 49    |
| 6   | Heikki Kovalainen  | 43    |
| 7   | Jarno Trulli       | 26    |
| 8   | Fernando Alonso    | 23    |
| 9   | Mark Webber        | 19    |
| 10  | Timo Glock         | 15    |
| 11  | Nelson Piquet Jr.  | 13    |
| 12  | Sebastian Vettel   | 13    |
| 13  | Rubens Barrichello | 11    |
| 14  | Nico Rosberg       | 9     |
| 15  | Kazuki Nakajima    | 8     |
| 16  | David Coulthard    | 6     |
| 17  | Sébastien Bourdais | 4     |
| 18  | Jenson Button      | 3     |

### Costruttori
| Pos | Team             | Punti |
| --- | ---------------- | ----- |
| 1   | Ferrari          | 131   |
| 2   | McLaren-Mercedes | 119   |
| 3   | BMW Sauber       | 107   |
| 4   | Toyota           | 41    |
| 5   | Renault          | 36    |
| 6   | RBR-Renault      | 25    |
| 7   | Williams-Toyota  | 17    |
| 8   | STR-Ferrari      | 17    |
| 9   | Honda            | 14    |

## Decisioni della FIA
Al termine della gara, i commissari hanno valutato come scorretto il sorpasso di Lewis Hamilton ai danni di Kimi Räikkönen a due giri dal termine, in quanto hanno giudicato che il pilota inglese si sarebbe avvantaggiato di un taglio dell'ultima chicane del tracciato per entrare in scia a Räikkönen, penalizzandolo di 25 secondi e dando così la vittoria a Felipe Massa. Il britannico si è invece classificato in terza posizione. La McLaren ha comunque fatto ricorso contro la decisione dei commissari, in quanto, dati alla mano, "Hamilton era di 6 km/h più lento di Räikkönen sul traguardo", ma esso è stato respinto poiché giudicato "inammissibile".
Anche Timo Glock è stato penalizzato di 25 secondi a causa di un sorpasso effettuato in regime di bandiere gialle, perdendo così l'ottava posizione ottenuta nel Gp. Il pilota tedesco della Toyota è retrocesso al nono posto, alle spalle di Mark Webber. Il pilota australiano della Red Bull conquista così un punto iridato.